# Weißgrauer Kleinspanner

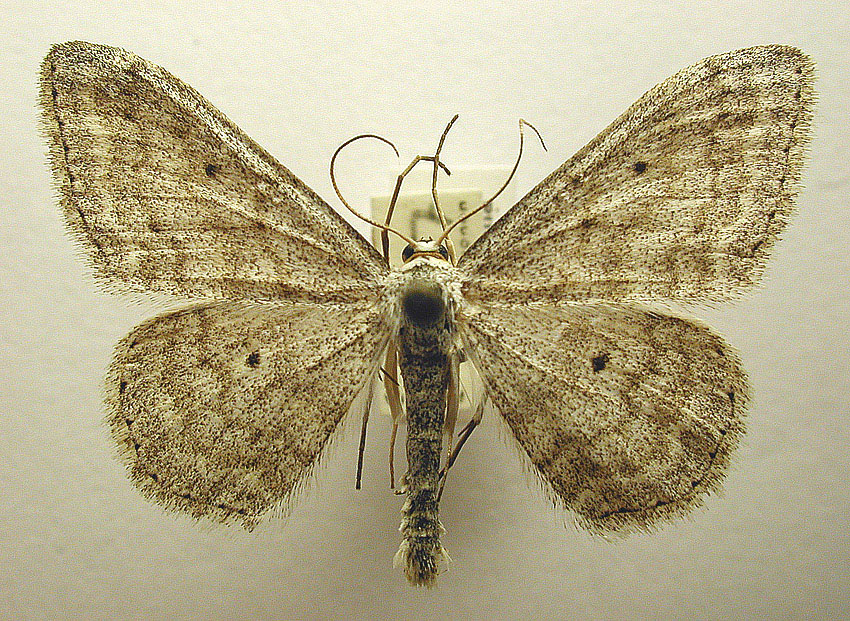
Präparat eines Weißgrauen Kleinspanners

Der Weißgraue Kleinspanner (Scopula incanata), auch Silbergrauer Kleinspanner, Geröllhaldenflur-Kleinspanner oder Grauspanner genannt, ist ein Schmetterling (Nachtfalter) aus der Familie der Spanner (Geometridae).

## Merkmale
Die Falter erreichen eine Flügelspannweite von 24 bis 30 Millimeter (bzw. 25 bis 28 Millimeter,) die zweite Generation ist mit einer Flügelspannweite von 20 bis 25 Millimeter im Durchschnitt deutlich kleiner. Der Apex  des Vorderflügels ist leicht gespitzt. Die Flügel sind in der Grundfarbe hellgrau mit einer dunkleren grauen Überstäubung. Die Querlinien sind dunkelgrau bis braungrau gefärbt. Während die innere Querlinie eher undeutlich ist, oft nur durch Punkte auf den Flügeladern markiert ist oder auch fehlt, sind Mittelschatten und äußere Querlinie meist kräftiger ausgebildet. Der Mittelschatten ist meist diffus, die äußere Querlinie gezähnt, wobei die Zähnelung zum Außenrand gerichtet ist. Am Kostalrand ist die äußere Querlinie nicht eingebogen. Dagegen ist die innere Querlinie, wenn vorhanden, deutlich zur Flügelbasis hin eingebogen. Das Saumfeld ist für gewöhnlich grau gefärbt und hat eine weißliche Wellenlinie. Auf Vorder- und Hinterflügel sind Diskalflecke vorhanden. Auch der Saum ist mit Punkten besetzt. Die Fransen sind gewöhnlich in der Grundfarbe gehalten, z. T. auch am Ansatz gepunktet (versetzt zu den Saumpunkten). Dadurch wirken die Fransen oft leicht gescheckt. Die kräftige Zeichnung und dunkelgraue Überstäubung wird durch kalte und feuchte Bedingungen während der Puppenzeit induziert. Hellere, zeichnungsarme Exemplare entstehen eher bei warmen und trockenen Bedingungen während der Puppenphase.
Das Ei ist leicht konisch, aber am oberen Ende etwas breiter. Es ist bei der Ablage zunächst gelb und bekommt später, kurz vor dem Schlüpfen der Eiraupen, rote Flecke auf der Oberfläche. Die Oberfläche weist 18 kräftige Längsrippen und feinere Querrippen auf.
Die schlanke Raupe ist weißlich grau bis gelblich grau mit einer undeutlich begrenzten, dunkleren Rückenlinie, die durch die Segmenteinschnitte unterbrochen ist.
Die rotbraune Puppe besitzt grünlich überlaufene Flügelscheiden. Der kleine Kremaster ist am gerundeten Ende mit zwei divergierenden, nach außen gekrümmten, spitzen Borsten besetzt. Seitlich sitzen je zwei feine, hakenartig gekrümmte, kürzere Borsten.

### Ähnliche Arten
Der Weißgraue Kleinspanner ähnelt stark dem Randfleck-Kleinspanner (Scopula marginepunctata). Bei dieser Art biegt jedoch die äußere Querlinie am Kostalrand stark nach innen. Der Vorderflügelapex ist mehr gerundet, die Vorderflügel sind eher sandfarben mit deutlich weniger Grauanteilen. Die Falter sind im Durchschnitt auch etwas kleiner als die Falter des Weißgrauen Kleinspanners.

## Geographische Verbreitung und Lebensraum
Das Verbreitungsgebiet reicht von der Iberischen Halbinsel im Westen bis an den Ural im Osten Europas. Allerdings sind die Vorkommen vor allem in West- und Mitteleuropa sehr lokal und zerstreut. Im Norden reicht das Areal etwa bis in das mittlere Fennoskandien und das nördliche Baltikum. Im Süden Europas gibt es isolierte Vorkommen in Mittelitalien und Südgriechenland (Peloponnes), und wahrscheinlich auch in Sizilien. Sie fehlt aber ansonsten auf sämtlichen Mittelmeerinseln, ebenso wie im Norden auf den Britischen Inseln. In Mitteleuropa kommt die Art fast ausschließlich im Hügelland und im Gebirge vor, in Nord- und Osteuropa im Flachland. Im Osten erstreckt sich das Verbreitungsgebiet nach Kleinasien, das Kaukasusgebiet, Nordiran, Nordkasachstan, Sibirien, das Altai-Gebirge bis nach Jakutien und die östliche Mongolei.
Die Art bevorzugt trockenwarme, sonnige Lebensräume meist im Hügelland oder Gebirge, Geröllhalden, Steinbrüche, Kiesgruben, aufgelassene Weinberge, steinige Wiesenhänge mit spärlichen Bewuchs (z. B. Kalkmagerrasen), oft mit Thymianen (Thymus) bewachsen. Selbst in Ortsrandlagen mit Gärten, Hecken, Streuobstwiesen und Ruderalflächen wurde die Art schon beobachtet. In Dänemark auf Seehöhe lebt sie auf grauen Sanddünen. Sie steigt in den Nordalpen bis auf 1500 Meter, in den Südalpen bis auf 2000 Meter. In Südeuropa kommt sie meist sogar erst ab 1000 bis 2300 Meter über Seehöhe vor. Im Iran steigt sie bis auf 2700 Meter an.

## Lebensweise
Der Weißgraue Kleinspanner bildet in der Regel zwei Generationen im Jahr, deren Falter von Anfang Mai bis Mitte September fliegen, gewöhnlich mit einer Lücke im Juli. In klimatisch günstigen Regionen in Mitteleuropa, in den Südalpen und im Mittelmeergebiet werden gewöhnlich drei Generationen gebildet, deren Falter von Ende März bis in den November hinein fliegen. Im Norden des Verbreitungsgebietes und im Gebirge wird nur eine Generation ausgebildet; die Falter fliegen dort von Ende Juni bis Anfang August. Die Falter ruhen tagsüber auf Steinen und Zweigen, sie können aber auch beim Blütenbesuch beobachtet werden. Sie sind dämmerungs- und nachtaktiv und kommen an künstliche Lichtquellen. Die Raupen leben polyphag an verschiedenen krautigen Pflanzen. In der Literatur werden genannt: Vogelknöterich (Polygonum aviculare), Vogelbeere (Sorbus aucuparia), Sand-Thymian (Thymus serpyllum), Oregano (Origanum vulgare), Edel-Gamander (Teucrium chamaedrys), Glockenblumen (Campanula), Pechnelken (Lychnis), Nelken (Dianthus), Gewöhnlicher Hufeisenklee (Hippocrepis comosa), Besenginster (Cytisus scoparius). In Nordeuropa scheinen die Raupen Thymiane (Thymus) und Arten der Gattung Vogelknöteriche (Polygonum) zu bevorzugen. Die Zucht gelang auch mit Gewöhnlicher Waldrebe (Clematis vitalba), Marien-Glockenblume (Campanula medium), Heckenkirschen (Lonicera), Purgier-Kreuzdorn (Rhamnus cathartica) und Löwenzahn (Taraxacum).
Die Raupe der 2. (oder 3. Generation) überwintert und verpuppt sich im Frühjahr des folgenden Jahres.

## Systematik und Taxonomie
Das Taxon wurde 1758 von Carl von Linné als Phalaena Geometra incanata erstmals wissenschaftlich beschrieben. Es gibt zahlreiche Synonyme.
In der Untergattungsgliederung der Gattung Scopula (mit drei Untergattungen) wird incanata Linné zur Untergattung Calothysanis gestellt. Derzeit sind bis zu vier Unterarten bekannt:
- Scoula incanata incanata, im größten Teil des Verbreitungsgebietes
- Scopula incanata ibericata Reisser, 1935, auf der westlichen Iberischen Halbinsel, im Durchschnitt größer, mit hellerer Grundfarbe und hellerem Saumfeld
- ?Scopula incanata albida Silbernagel, 1944, Makedonien, sehr helle Grundfarbe
- Scopula incanata remmi Viidalepp, 1979[9], Mongolei und Jakutien

## Gefährdung
Die Gefährdungssituation des Weißgrauen Kleinspanners ist in den einzelnen deutschen Bundesländern sehr unterschiedlich und reicht von „nicht gefährdet“ (z. B. Baden-Württemberg) bis ausgestorben (Kategorie 0) (z. B. Mecklenburg-Vorpommern und Saarland). Stark gefährdet (Kategorie 2) ist die Art in Nordrhein-Westfalen, gefährdet (Kategorie 3) in Rheinland-Pfalz und Sachsen.

## Anmerkung
1. ↑  Auch der von Bergmann (1955) kreierte Trivialname Grauweißer Geröllhalden-Kleinspanner fand in der folgenden Literatur keine Beachtung.